# Pysämoeras
Het Pysämoeras, Zweeds: Pysäjänkkä, is een moeras in Zweden. Het moeras ligt in de gemeente Kiruna en strekt zich uit tussen het Pysämoerasmeer en het Pysämeer, maar net zo goed kunnen beide meren gezien worden als meren binnen het moerasgebied. Het gebied ligt ten zuidoosten van de Pysäberg. Het water in de omgeving stroomt naar de Pysärivier.
afwatering: meer Pysämoeras → Pysärivier → Torne → Botnische Golf